# Leon Balogun
Leon Balogun (West-Berlijn, 28 juni 1988) is een Nigeriaans voetballer die doorgaans als centrale verdediger speelt. Hij verruilde Wigan Athletic in juli 2020 voor Rangers. Balogun debuteerde in 2014 in het Nigeriaans voetbalelftal.

## Clubcarrière
Hannover 96 haalde Balogun in 2008 weg bij Türkiyemspor Berlin. Bij Hannover 96 brak hij nooit echt door en speelde hij slechts drie competitieduels in de hoofdmacht. In 2010 trok de centrumverdediger naar Werder Bremen, maar ook daar kon hij geen doorbraak forceren en speelde hij maar drie competitiewedstrijden voor het eerste elftal. In 2012 tekende Balogun bij Fortuna Düsseldorf, dat hij twee jaar later verliet voor SV Darmstadt 98. Met Darmstadt 98 bereikte hij tijdens het seizoen 2014/15 promotie naar de Bundesliga. De Nigeriaans international besloot echter hierop transfervrij naar 1. FSV Mainz 05 te vertrekken, waar hij zijn handtekening zette onder een driejarige verbintenis. Zijn debuut voor zijn nieuwe club volgde op 9 augustus 2015 in een bekerduel tegen Energie Cottbus.

## Interlandcarrière
Balogun heeft een Nigeriaanse vader en een Duitse moeder. In maart 2014 werd hij opgeroepen voor Nigera om de geblesseerde Joseph Yobo te vervangen. Bij zijn debuut op 6 maart 2014 in de oefeninterland tegen Mexico viel hij aan de rust in voor Michael Uchebo maar viel hij na 20 minuten geblesseerd uit. Op 25 maart 2015 kreeg Balogun zijn eerste basisplaats als international in de vriendschappelijke interland tegen Oeganda.